# 縣立體育館前停留場

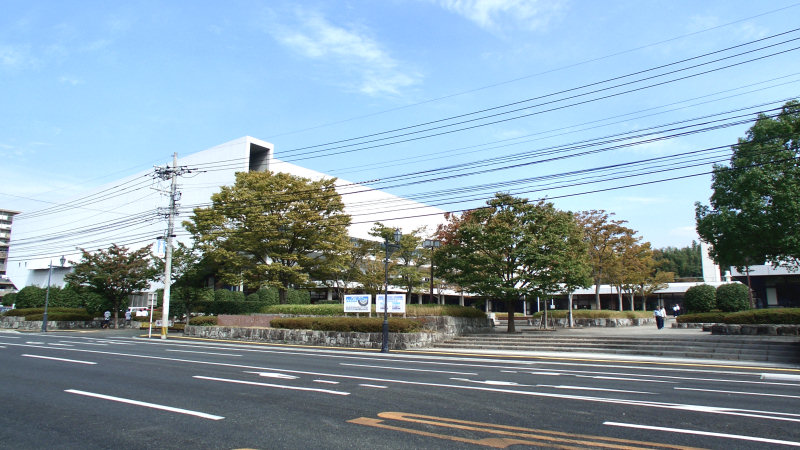
熊本縣立綜合體育館

縣立體育館前停留場（日语：／ Kenritsutaiikukan-mae teiryūjō */?），又稱縣立體育館前電車站，是位於熊本縣熊本市西區上熊本，屬於熊本市交通局（熊本市電）上熊本線的電車站。車站編號為B2。B系統在此站停靠。熊本縣立綜合體育館位於此站以東200米處。

## 歷史
- 1983年（昭和58年）1月20日 - 電車站啟用。

## 電車站構造
此站設有2面2線的相對式低地台月台（千鳥式月台）。月台與路邊行人路之間設有沒有燈口的行人過路處。

### 運行系統
此站是上熊本線的電車站，■B系統會駛入此站。
| 月台 | 路線               | 上下行 | 方向                                   | 備註                                 |
| ---- | ------------------ | ------ | -------------------------------------- | ------------------------------------ |
| 西邊 | ■B系統（上熊本線） | 上行   | 上熊本方向                             |                                      |
| 東邊 | ■B系統（上熊本線） | 下行   | 辛島町、通町筋、水前寺公園、健軍町方向 | 熊本站前方向於辛島町電車站轉乘■A系統 |

## 使用狀況
| 1日上下車人次變化 | 1日上下車人次變化 |
| 年度              | 1日平均人次       |
| ----------------- | ----------------- |
| 2011年            | 289               |
| 2012年            | 224               |
| 2013年            | 312               |
| 2014年            | 256               |
| 2015年            | 314               |

## 電車站周邊
- 熊本市交通局上熊本電車車廠
- 熊本縣立綜合體育館（日语：熊本県立総合体育館）
- 熊本製粉（日语：熊本製粉）
- 熊本看護専門學校
- 熊本中央警署（日语：熊本中央警察署）上熊本交番
- 年糕吉（日语：もち吉）上熊本2丁目店
- Joyfull（日语：ジョイフル）上熊本店
- FamilyMart上熊本2丁目店
- 最好Outlet上熊本店
- 軟銀商店（日语：ソフトバンクショップ）上熊本店
- DOCOMO商店上熊本店
- 羅森上熊本1丁目店
- 燒肉鍋島（日语：焼肉なべしま）上熊本店

## 巴士路線
- 縣立體育館北出口（電車站東邊200米處）
  - 熊本都市巴士（日语：熊本都市バス） - 壺03、縣11、縣12、味04、上01、上04、上06系統

## 相鄰電車站
熊本市交通局
■B系統（上熊本線）
上熊本（B1）－縣立體育館前（B2）－本妙寺入口（B3）

## 注腳
1. ↑  国土数値情報(駅別乗降客数データ)  （页面存档备份，存于）（日語） - 國土交通省，2018年3月27日參閲

## 外部連結
- 熊本市交通局 （页面存档备份，存于）（日語）